# Brian Jordan (cầu thủ bóng đá)
Brian Athol Jordan (31 tháng 1 năm 1932 - 27 tháng 12 năm 2018) là một cầu thủ bóng đá người Anh thi đấu ở vị trí tiền vệ ở Football League cho Rotherham United, Middlesbrough và York City, ở bóng đá non-League cho Denaby United, và từng đầu quân cho Derby County mà không có một trận quốc nội nào.
Ông mất năm 2018.